# Jaundubulti
Jaundubulti es un barrio de la ciudad de Jūrmala, Letonia.

## Superficie
Posee una superficie de 1,3 kilómetros cuadrados (130 hectáreas).

## Población
Hasta 2008 presentaba una población de 588 habitantes, con una densidad de población de 452,3  habitantes por kilómetro cuadrado.